# 科姆沙湖
56°02′47″N 30°16′09″E / 56.0464°N 30.2692°E
科姆沙湖（俄语：Комша），是俄羅斯的湖泊，位於該國西北部，由普斯科夫州負責管轄，處於涅韋爾區，面積0.7平方公里，集水區面積722平方公里，平均水深2.5米，最大水深12米。